# 용궁 김씨
용궁 김씨(龍宮金氏)는 경상북도 예천군 용궁면을 본관으로 하는 한국의 성씨이다.
시조 김존중(金存中)은 신라 경순왕의 후손으로, 고려의 첨사부록사(詹事府錄事) 등을 지내며 용궁군(龍宮君)에 봉해졌다고 한다

## 참고 자료
- “용궁김씨(龍宮金氏)”. 뿌리를 찾아서.[깨진 링크(과거 내용 찾기)]